# Hedotettix granulatus
Hedotettix granulatus är en insektsart som beskrevs av Bolívar, I. 1895. Hedotettix granulatus ingår i släktet Hedotettix och familjen torngräshoppor. Inga underarter finns listade i Catalogue of Life.